# Ausonia Montes
Ausonia Montes é uma montanha no quadrângulo de Mare Tyrrhenum, em Marte, localizada a 25.4° latitude sul e 99.0° longitude oeste.  Seu nome vem de uma formação de albedo clássica.